# Hrabstwo Orange (Karolina Północna)
Hrabstwo Orange (ang. Orange County) – hrabstwo w stanie Karolina Północna w Stanach Zjednoczonych.

## Geografia
Według spisu z 2000 roku obszar całkowity hrabstwa obejmuje powierzchnię 401 mil2 (1038,59 km²), z czego 400 mil2 (1036 km²) stanowią lądy, a 1 milę2 (2,59 km²) stanowią wody. Według szacunków United States Census Bureau w roku 2012 miało 137 941 mieszkańców. Jego siedzibą administracyjną jest Hillsborough.

### Miasta
- Efland (CDP)
- Chapel Hill
- Carrboro
- Hillsborough